# Urs Hofmann
Pour les articles homonymes, voir Hofmann.
Urs Hofmann, né le 27 novembre 1956 à Aarau (originaire du même lieu et de Warth-Weiningen), est une personnalité politique suisse, membre du Parti socialiste. Il est député du canton d'Argovie au Conseil national de décembre 1999 à février 2009, puis conseiller d'État d'avril 2009 à décembre 2020.

## Biographie
Urs Hofmann naît le 27 novembre 1956 à Aarau, dans le canton d'Argovie. Il est originaire de cette même commune et de Warth-Weiningen, dans le canton de Thurgovie.

## Parcours politique
Il est successivement membre du Conseil des habitants (législatif) de la ville d'Aarau de janvier 1982 à décembre 1985, membre du Conseil de ville (exécutif) d'Aarau de janvier 1986 à août 1996 et député au Grand Conseil du canton d'Argovie d'avril 1997 à décembre 1999. Il préside le parlement cantonal en 1999.
Il est élu au Conseil national le 24 octobre 1999. Il siège depuis le 6 décembre suivant à la Commission des finances (CdF). Il en préside la délégation à deux reprises, de décembre 2002 à novembre 2003 et de décembre 2006 à décembre 2007. Il est par ailleurs membre de la Commission des affaires juridiques (CAJ) à partir de décembre 2009.
Il est élu au Conseil d'État du canton d'Argovie le 30 novembre 2008. Il prend ses fonctions le 1er avril 2009, à la tête du Département de l'économie et de l'intérieur. Il démissionne au 31 décembre 2020.